# Сэндс, Клайв
Клайв Сэндс (англ. Clive Sands; род. 13 октября 1952) — багамский легкоатлет, выступавший в беге на короткие дистанции. Участник летних Олимпийских игр 1976 года.

## Биография
Клайв Сэндс родился 13 октября 1952 года.
Учился в Уортингтонском общественном колледже, затем в университете штата Айова. Выступал в легкоатлетических соревнованиях за его команду «Айова Стэйт Сайклонз». В 1974 году побил продержавшийся 44 года вузовский рекорд в беге на 100 ярдов — 9,3 секунды.
В 1976 году вошёл в состав сборной Багамских Островов на летних Олимпийских играх в Монреале. В беге на 100 метров занял в забеге 1/8 финала 6-е место с результатом 10,82 секунды, уступив 0,1 секунды попавшему в четвертьфинал с 3-го места Адаме Фаллу из Сенегала. В беге на 200 метров в забеге 1/8 финала сошёл с дистанции. В эстафете 4х100 метров сборная Багамских Островов, за которую также выступали Дэнни Смит, Уолтер Калландер и Леонард Джервис, заняла в четвертьфинале 5-е место с результатом 40,47, в полуфинале — 7-е (40,53).

## Личный рекорд
- Бег на 100 метров — 10,3 (1976)[6]